# Algodres, Vale de Afonsinho e Vilar de Amargo
Algodres, Vale de Afonsinho e Vilar de Amargo (oficialmente: União das Freguesias de Algodres, Vale de Afonsinho e Vilar de Amargo) é uma freguesia portuguesa do município de Figueira de Castelo Rodrigo, com 72,36 km² de área e 431 habitantes (censo de 2021). A sua densidade populacional é 6 hab./km².

## História
Foi constituída em 2013, no âmbito de uma reforma administrativa nacional, pela agregação das antigas freguesias de Algodres, Vale de Afonsinho e Vilar de Amargo e tem a sede em Algodres.

## Demografia
A população registada nos censos foi:
| Distribuição da População por Grupos Etários | Distribuição da População por Grupos Etários | Distribuição da População por Grupos Etários | Distribuição da População por Grupos Etários | Distribuição da População por Grupos Etários | Distribuição da População por Grupos Etários |
| -------------------------------------------- | -------------------------------------------- | -------------------------------------------- | -------------------------------------------- | -------------------------------------------- | -------------------------------------------- |
| Antes da agregação                           |                                              |                                              |                                              |                                              |                                              |
| Ano                                          | 0-14 anos                                    | 15-24 anos                                   | 25-64 anos                                   | >= 65 anos                                   | Total                                        |
| 2001                                         | 59                                           | 71                                           | 316                                          | 264                                          | 710                                          |
| 2011                                         | 33                                           | 30                                           | 227                                          | 245                                          | 535                                          |
| Após a agregação                             |                                              |                                              |                                              |                                              |                                              |
| Ano                                          | 0-14 anos                                    | 15-24 anos                                   | 25-64 anos                                   | >= 65 anos                                   | Total                                        |
| 2021                                         | 16                                           | 19                                           | 160                                          | 236                                          | 431                                          |